# Carlos Grados
Carlos Grados (Lima, Provincia de Lima, Perú, 15 de mayo de 1995) es un futbolista peruano. Juega como guardameta y su equipo actual es  ADT de Tarma de la Liga 1 de Perú.

## Trayectoria

### Sporting Cristal
Realizó las divisiones menores en Sporting Cristal desde el 2011. Fue promovido al primer equipo en el 2014 junto a Pedro Aquino, fue el tercer arquero por detrás de Alexander Araujo y Diego Penny. Tras la partida de Arauajo, en el 2016 hace su debut ante Universitario de Deportes, reemplazando a Diego Penny. El 2017 sería suplente del chileno Mauricio Viana. Después de 4 años tras los campeonatos nacionales del 2014, 2016 y 2018, sale del club para tener más continuidad.

### Ayacucho FC
En el 2019 ficha por Ayacucho FC para tener continuidad. Debuta con derrota en al Primera Fecha del Apertura 4 a 3 ante Carlos A. Mannucci.

### Carlos Stein
En el 2020 ficha por el recién ascendido, Carlos Stein de la Liga 1.

### César Vallejo
A finales de 2020 fichó por la Universidad César Vallejo para la temporada 2021 y afrontar la Copa Libertadores 2021. Ya en el 2024, el portero interesa para reforzar a Alianza Lima. A finales del 2024 descendería de categoría. 

## Clubes
| Club                      | País | Año               |
| ------------------------- | ---- | ----------------- |
| Sporting Cristal          | Perú | 2014 - 2018       |
| Ayacucho F.C.             | Perú | 2019              |
| Carlos Stein              | Perú | 2020              |
| Universidad Cesár Vallejo | Perú | 2021 - 2024       |
| ADT                       | Perú | 2025 - Actualidad |

## Estadísticas
| Sporting Cristal · Perú                                                         | 1.ª           | 2015          | 0   | 0    | 0 | 0  | —  | —   | 0   | 0    |
| Sporting Cristal · Perú                                                         | 1.ª           | 2016          | 11  | -12  | — | —  | —  | —   | 11  | -12  |
| Sporting Cristal · Perú                                                         | 1.ª           | 2017          | 3   | -7   | — | —  | —  | —   | 3   | -7   |
| Sporting Cristal · Perú                                                         | 1.ª           | 2018          | 5   | -5   | — | —  | —  | —   | 5   | -5   |
| Sporting Cristal · Perú                                                         | Total club    | Total club    | 19  | -24  | 0 | 0  | 0  | 0   | 19  | -24  |
| Ayacucho F. C. · Perú                                                           | 1.ª           | 2019          | 13  | -17  | 0 | 0  | —  | —   | 13  | -17  |
| Ayacucho F. C. · Perú                                                           | Total club    | Total club    | 13  | -17  | 0 | 0  | 0  | 0   | 13  | -17  |
| Carlos Stein · Perú                                                             | 1.ª           | 2020          | 11  | -12  | — | —  | —  | —   | 11  | -12  |
| Carlos Stein · Perú                                                             | Total club    | Total club    | 11  | -12  | 0 | 0  | 0  | 0   | 11  | -12  |
| Universidad Cesár Vallejo · Perú                                                | 1.ª           | 2021          | 15  | -9   | 2 | -3 | —  | —   | 17  | -12  |
| Universidad Cesár Vallejo · Perú                                                | 1.ª           | 2022          | 35  | -35  | — | —  | 2  | -3  | 37  | -38  |
| Universidad Cesár Vallejo · Perú                                                | 1.ª           | 2023          | 18  | -20  | — | —  | 5  | -12 | 23  | -32  |
| Universidad Cesár Vallejo · Perú                                                | 1.ª           | 2024          | 8   | -10  | — | —  | 4  | -7  | 12  | -17  |
| Universidad Cesár Vallejo · Perú                                                | Total club    | Total club    | 76  | -74  | 2 | -3 | 11 | -22 | 89  | -99  |
| ADT · Perú                                                                      | 1.ª           | 2025          |     |      |   |    |    |     |     |      |
| Total carrera                                                                   | Total carrera | Total carrera | 119 | -127 | 2 | -3 | 11 | -22 | 133 | -152 |
| (1) Incluye datos de Copa Bicentenario. (2) Incluye datos de Copa Sudamericana. |               |               |     |      |   |    |    |     |     |      |

### Selecciones
| Selección     | Temporada     | Amistosos | Amistosos | Sudamérica | Sudamérica | Mundial | Mundial | Total | Total |
| Selección     | Temporada     | Part.     | Goles     | Part.      | Goles      | Part.   | Goles   | Part. | Goles |
| ------------- | ------------- | --------- | --------- | ---------- | ---------- | ------- | ------- | ----- | ----- |
| Sub-20 · Perú | 2015          | 1         | 0         | 2          | -6         | —       | —       | 3     | -6    |
| Sub-20 · Perú | Total         | 1         | 0         | 2          | -6         | 0       | 0       | 3     | -6    |
| Total carrera | Total carrera | 1         | 0         | 2          | -6         | 0       | 0       | 3     | -6    |

### Resumen estadístico
| Competición              | Partidos | Goles |
| ------------------------ | -------- | ----- |
| Primera División de Perú | 119      | -127  |
| Copa Bicentenario        | 2        | -3    |
| Copa Libertadores        | 2        | -3    |
| Copa Sudamericana        | 9        | -17   |
| Selección Sub-20         | 3        | -6    |
| Total                    | 136      | -158  |